# 卡亞韋雷湖

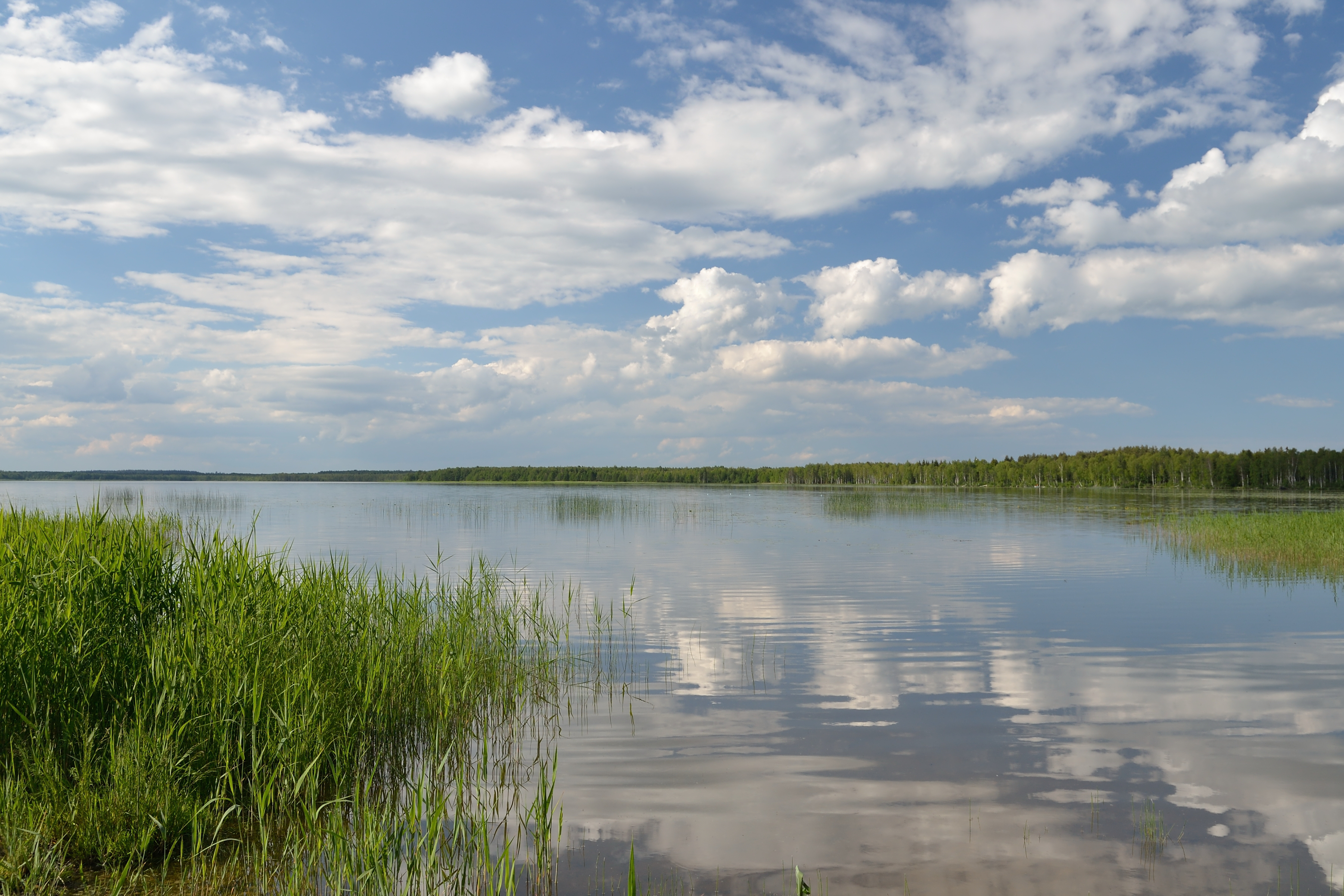
卡亞韋雷湖

58°36′15″N 26°40′30″E / 58.60417°N 26.67500°E
卡亞韋雷湖，是愛沙尼亞的湖泊，位於該國東部，由約格瓦縣負責管轄，面積2.15平方公里，海拔高度52米，該湖泊平均水深2.8米，最大水深5米。